# Église Saint-Jean-Baptiste de Ricey-Haute-Rive
L'église Saint-Jean-Baptiste est une église située aux Riceys, en France.

## Localisation
L'église est située sur la commune des Riceys, dans le département français de l'Aube.

## Historique
L'édifice est classé au titre des monuments historiques en 1919.

## Galerie d'images

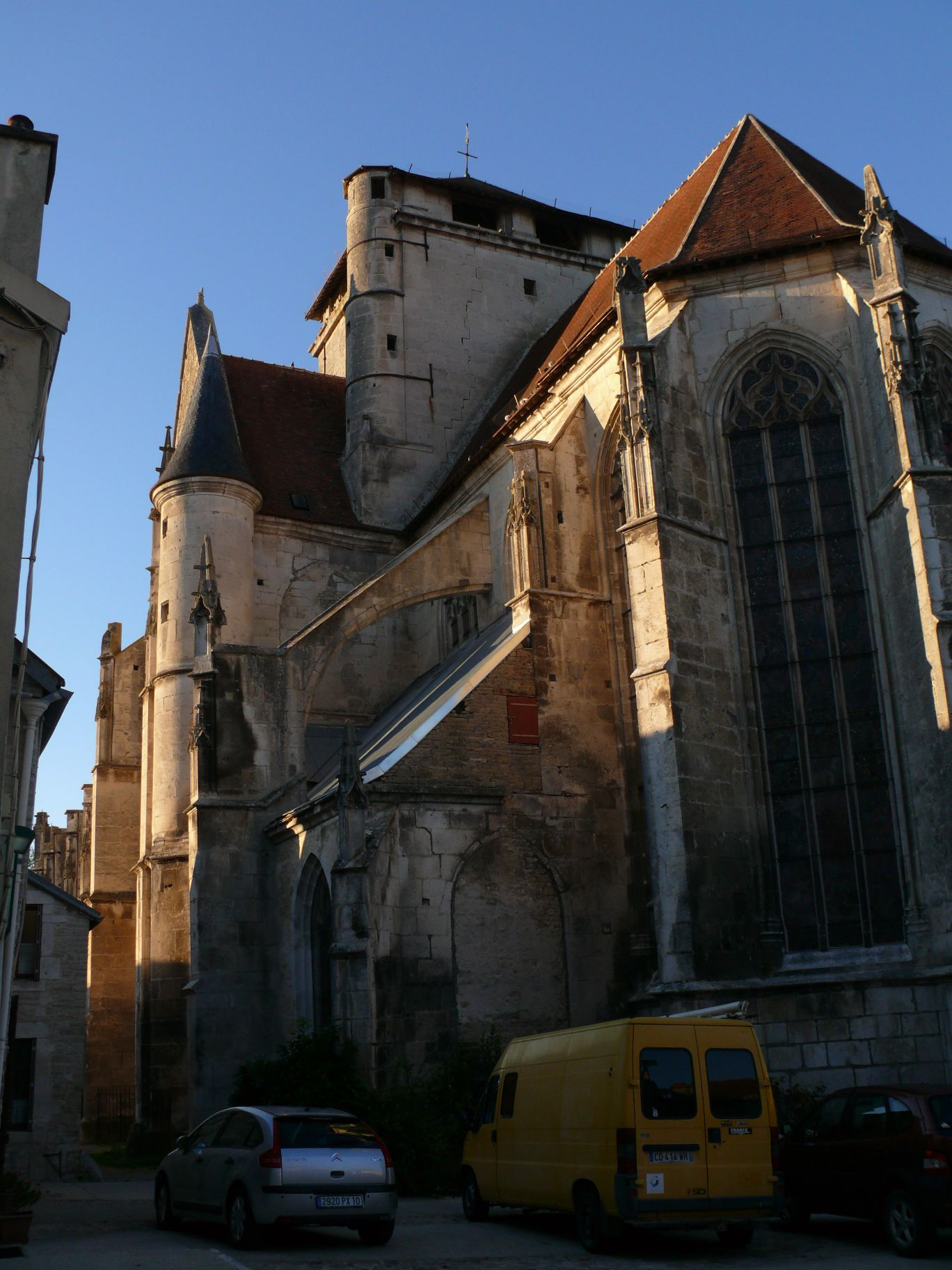
Le flanc.
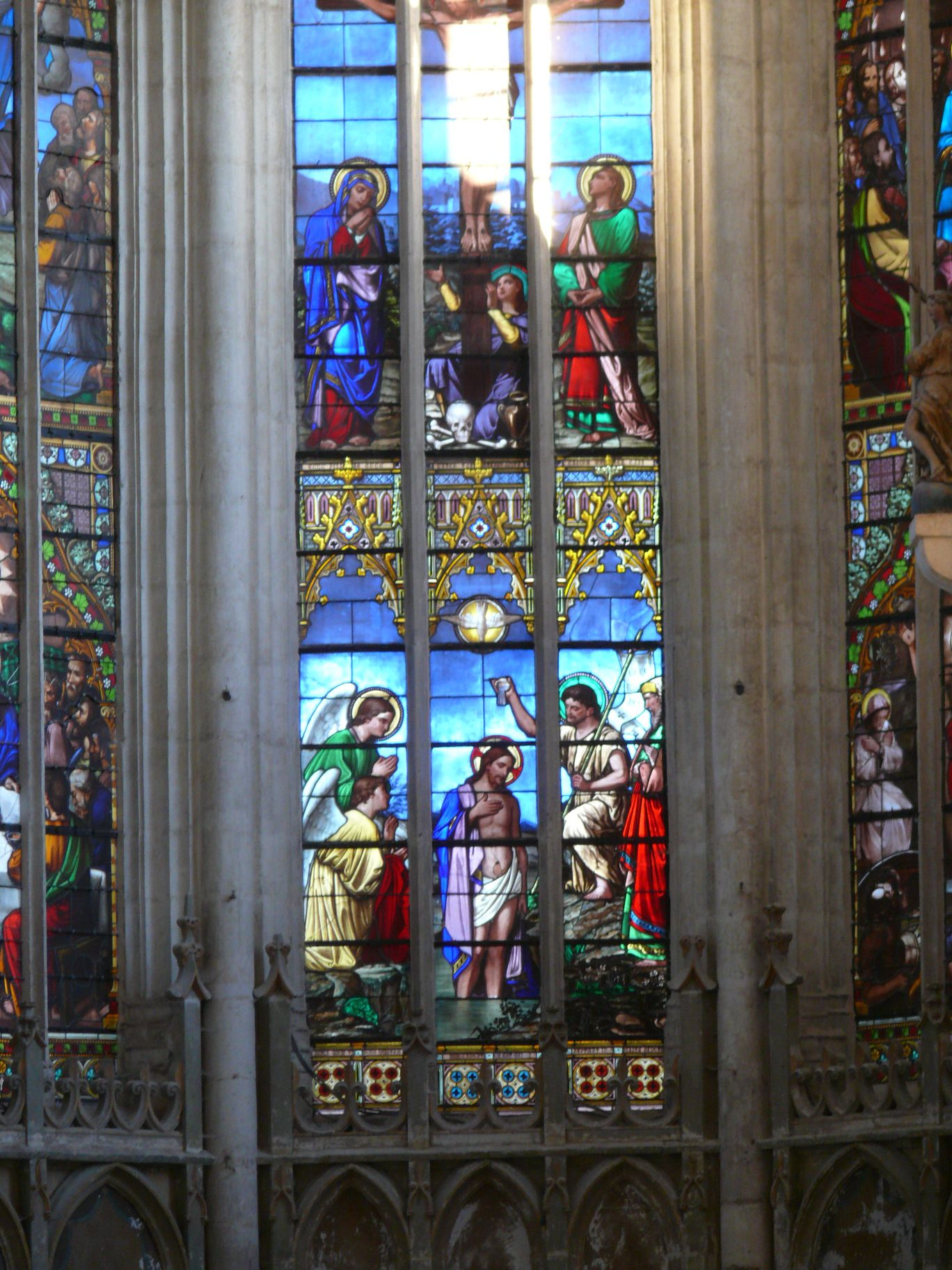
Vitraux du chœur.
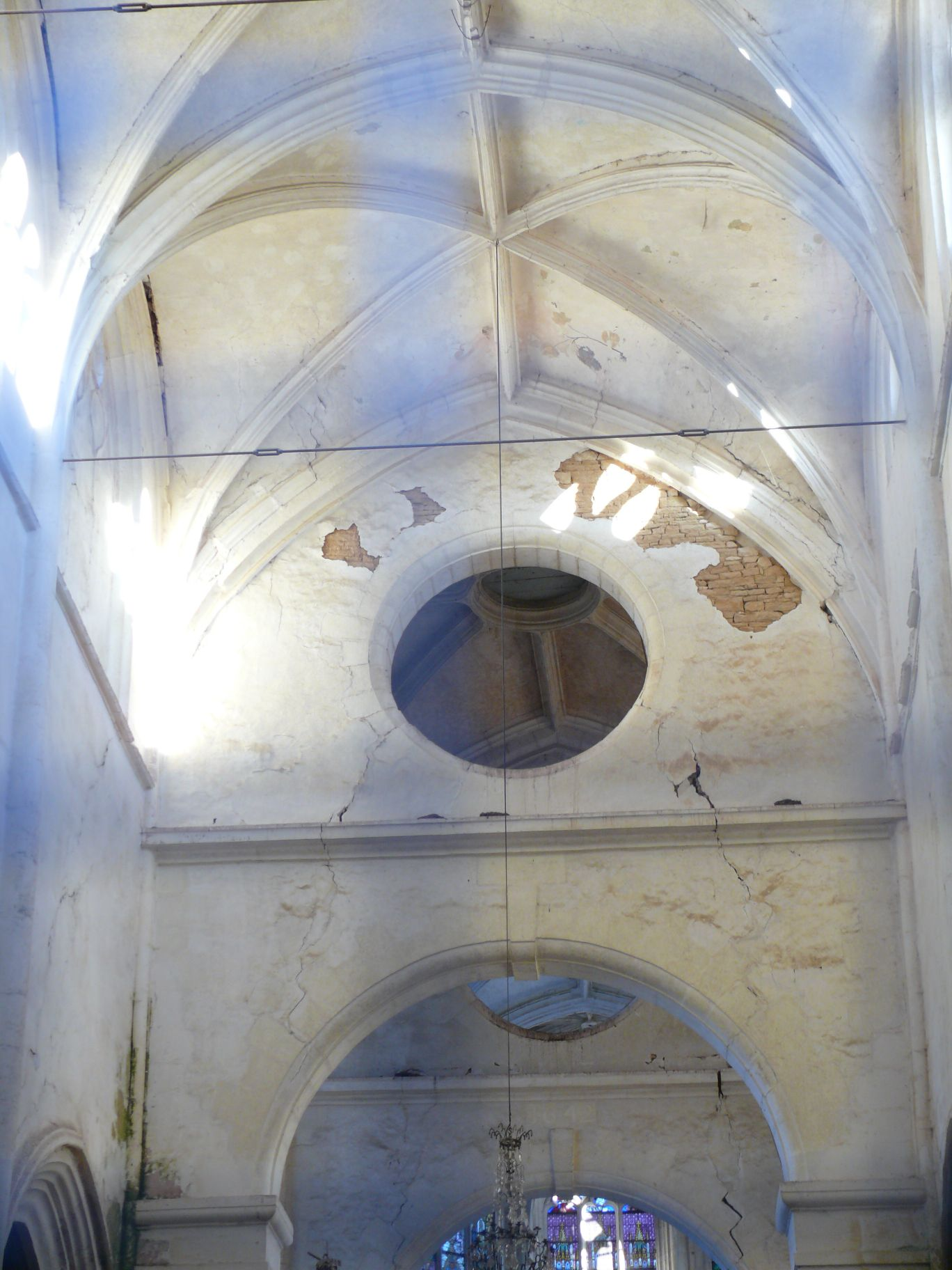
La voûte.
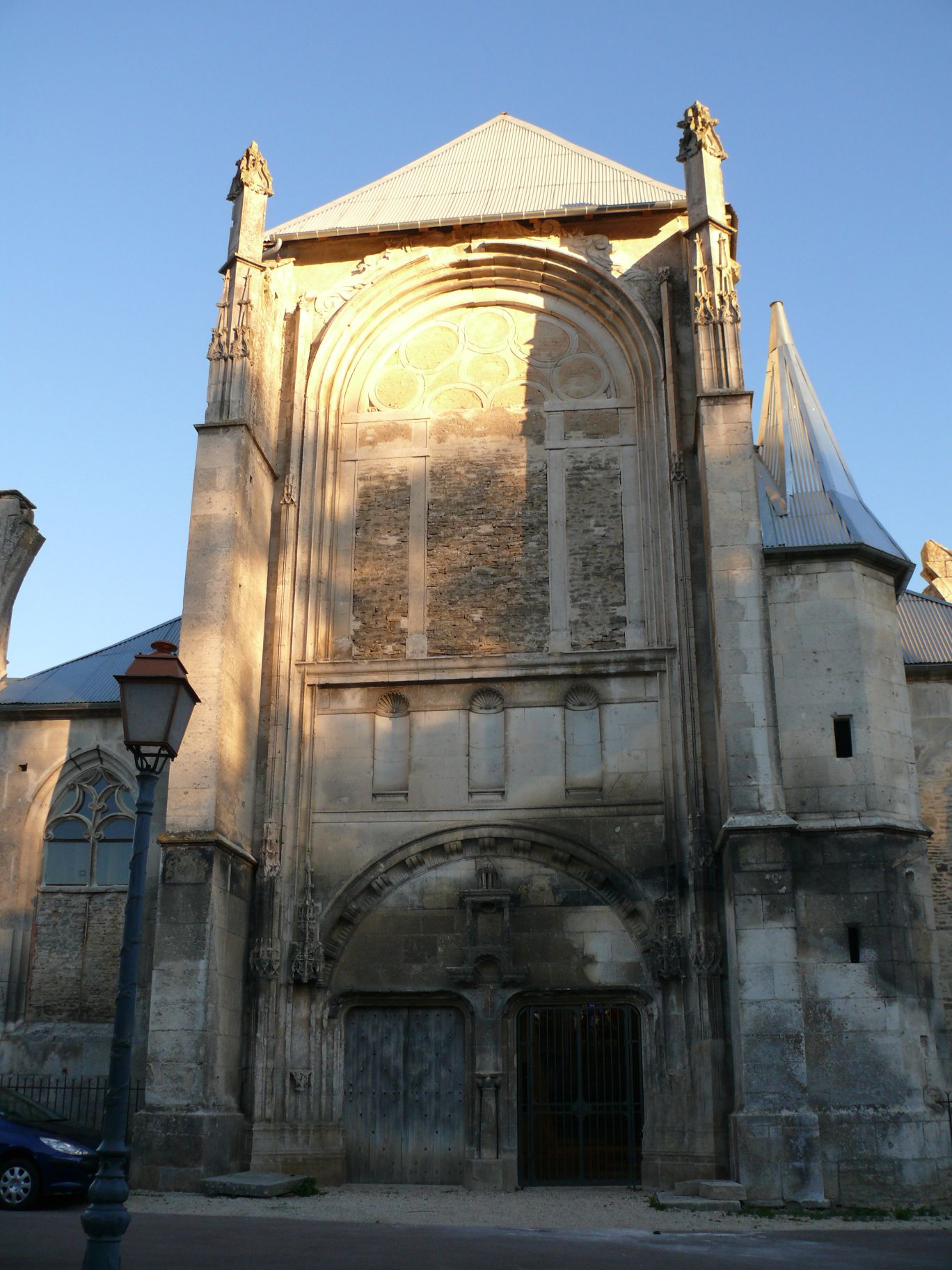
La façade.